# Viola Ardone
Pour les articles homonymes, voir Ardone.
Viola Ardone (née le 21 novembre 1974) est une romancière italienne.

## Vie et carrière
Née à Naples, Ardone étudie au lycée classique de Naples et obtient en 1996 un diplôme en lettres à l'Université de Naples Federico II,. Après avoir collaboré avec l'éditeur de livres éducatifs Edizioni Simone, elle commence à travailler comme professeur de littérature.
Après plusieurs nouvelles, Ardone fait ses débuts romanesques en 2013 avec La ricetta del cuore in subbuglio (« Recette pour le cœur en ébullition »). Elle perce en 2019 avec Il treno dei bambini (it), un roman historique sur une famille impliquée dans l'initiative des trains du bonheur,. Le roman a été traduit en 36 langues et a été adapté par Cristina Comencini dans un film original Netflix portant le même titre,.
Son roman suivant, Le cœur incassable d'Oliva Denaro, s'inspire des événements de la vie de Franca Viola,,.

## Œuvre

### Romans
- La ricetta del cuore in subbuglio, Milano : Salani (it), 2012  (ISBN 978-88-6256-920-0).  — Réimpression : 2021  (ISBN 978-88-310-0792-4).
- Una rivoluzione sentimentale, Milano : Salani, 2016  (ISBN 978-88-6918-310-2).  — Réimpression : 2020  (ISBN 978-88-310-0483-1).
- Il treno dei bambini (it), Torino : Einaudi, 2019  (ISBN 978-88-06-24232-9).  — Aussi : Milano : Mondolibri, 2019.
  - Traduction française par Laura Brignon : Le Train des enfants, Albin Michel, 2021  (ISBN 2226442014 et 978-2226442017)
- Oliva Denaro, Torino : Einaudi, 2021  (ISBN 978-88-06-24797-3).  — Réimpression : Milano : Mondolibri, 2022.
  - Traduction française par Laura Brignon : Le Choix, Albin Michel, 2022  (ISBN 2226471413)
- Grande meraviglia, Torino : Einaudi, 2023  (ISBN 9788806257620).
  - Traduction française par Laura Brignon : Les Merveilles, Albin Michel, 2024  (ISBN 2226491422 et 978-2226491428).

### Histoires
- Cyrano dal naso strano, Milano : Albe, 2017  (ISBN 978-88-94888-07-2).

## Récompenses et distinctions
- Prix Brise-Lame 2022